# Erannis signata
Erannis signata là một loài bướm đêm trong họ Geometridae.